# Belle-Anse (arrondissement)
Belle-Anse (Haïtiaans-Creools: Bèlans) is een arrondissement van het Haïtiaanse departement Sud-Est, met 158.000 inwoners inwoners. De postcodes van dit arrondissement beginnen met het getal 93.
Het arrondissement Belle-Anse bestaat uit de volgende gemeenten:
- Belle-Anse (hoofdplaats van het arrondissement)
- Anse-à-Pitre
- Grand-Gosier
- Thiotte